# Rasmus Lyberth
Rasmus Ole Lyberth (født 21. august 1951) er en grønlandsk sanger, sangskriver og skuespiller. Han har siden 1970'erne været en af de mest populære kunstnere på den grønlandske musikscene. Han har været med til at åbne ørerne for grønlandsk musik hos et publikum langt uden for landets grænser, selv om han som regel synger på sit modersmål.

## Opvækst
Rasmus Lyberth blev født i Maniitsoq, men voksede op i Nuuk, hvor han som 12-årig startede med at optræde og spille guitar. Han var søn af lærer og forfatter Erik Lyberth og hustru økonoma Emma Lyberth. Nogle år senere kom han ud at sejle, og på en tur besluttede han sig for at satse på musikken som sin fremtid. 

## Karriere
Da Rasmus Lyberth i 1969 begyndte at optræde på værtshuse i København, blev han snart kendt for sine følelsesfyldte sange. Han skrev musik om det Grønland, han kendte og elskede, og følelserne vakte genklang hos publikum. Efter en tv-optræden i programmet Musikalske venner i 1973 fik han kontrakt med pladeselskabet Demos, og det følgende år kunne han udgive sit første album, Erningaa.
Gennem årene har han holdt større pauser, hvor han blandt andet uddannede sig til skuespiller på Tuukaq Teatret, men musikken har været det område, der har gjort ham mest populær. Han har aldrig været bange for at prøve noget nyt, og han har f.eks. udgivet en digtsamling Inuuneq asaguk inuunerup asammatit (Elsk livet for livet elsker dig) i 2001, og han har også fremstillet fedtstensfigurer.
1988 opgav sit job som flymekaniker og blev professionel musiker.
1989 udgav han albummet Ajorpianng'/Det er godt nok ("Ikke så slemt" eller "Det er helt okay") sammen med fløjtespilleren Verner Nicolét . Samme år udkom albummet Lyberth & Co. nanivaat ("Lyberth & Co. har fundet det"), som blev til i samarbejde med det danske jazzorkester Lassens Jazzkalas . I 1990 optrådte han for Dronning Margrethe II i anledning af hendes 50 års fødselsdag. 
Efter at han blev skilt sig fra sin første kone Hanne blev Rasmus Lyberth i 1992 gift med Annette Bogø Jensen. Han har fire børn fra sine to ægteskaber. 
1992 udgav han albummet Kisimiinngilatit/Kærlighed gør mig smuk ("Du er ikke alene" eller "Kærlighed gør mig smuk") med Verner Nicolét. 
1994 blev albummet Nakuussutigaara ("Dette er min styrke") udgivet igen med Verner Nicolét. I 1990'erne arbejdede han også som forebyggelseskonsulent i Qaqortoq. 
1998 spillede han hovedrollen i den dansk-grønlandske film Lysets hjerte af Jacob Grønlykke og Hans Anthon Lynge.     Samme år udkom det nye album Qaamaneq isinnit isigaara/Jeg ser lysglimt i dine øjne ("I see a glow in your eyes ") og Beyond Darkness, skabt i samarbejde med Christian Alvad. 
2001 udgav han bogen Inuuneq asaguk inuunerup asammatit/Elsk livet for livet elsker dig (“Elsk livet, fordi livet elsker dig”) med sangtekster og digte.Samme år udkom albummet Rasmus Lyberthip nuannersuliai: Inuuneq oqaluttuartaraanngat/Rasmus Lyberths bedste sange: Når livet fortæller ("Rasmus Lyberths bedste sange: Når livet fortæller historien"). 
2004 var han gæstemusiker på Lars Lilholts album Den 7. dag ("Den 7. dag"), hvor han sang sangen Nuannaarnerup Nipaata/Når glæden stråler ("The Voice of Joy" eller "When Joy Shines" ) sang.
2005 flyttede Rasmus Lyberth til Odense , hvor han har boet siden. 
2019 udgav han albummet Inuunerup oqarfigaanga/Livet skal leves på ny ("Livet fortæller mig" eller "Livet burde leves på ny"). 
I 2022 havde han en rolle i tv-serien Borgen.

## Diskografi
Album
- Erningaa – 1974
- Piumassuseq nukiuvoq (Viljen er styrke) – 1978
- Auk timinnit koorusaarpoq 1983
- Ajorpianng – 1989
- Nanivaat – 1989
- Kisimiinngilatit (Kærlighed gør mig smuk) – 1992
- Nakuussutigaara – 1994
- Qaamaneq isinnit isigaara (Jeg ser lysglimt i dine øjne) – 1998
- Beyond Darkness - 1998, sammen med Christian Alvad
- Inuuneq oqaluttuartaraanngat (Når livet fortæller) - 2001
- Asanaqigavit – Kærligst, 2006
- Hey hey 2008
- Meerannguaqarpoq taqqamani 2010 ( Jule sange )
- Alaatsinaassuseq Aquttoralugo - Nysgerrighed Som Styrmand - 2014
- Inuunerup oqarfigaanga - Livet skal leves på ny 2019

## Hæder
Rasmus Lyberth har gennem årene modtaget mange priser for sin formidling af grønlandsk kultur, blandt andet:
- 1978 PH-prisen[2]
- Grønlandske jule frimærke pris 1984
- Albertslunds hæders pris 1998
- Grønlands kultur pris 1989
- LO prisen 1999
- Statens Kunstfonds livsvarige kunstnerydelse
- 2000 Ridder af Dannebrog
- 2003 Foreningen NORDENs hæderspris
- 2006 Rasmus Lyberth præmieres med 50.000 kr. af Statens Kunstfond for Asanaqigavit – Kærligst[3]
- 2007 "Årets danske artist (nutidig)" ved Danish Music Awards Folk
- 2007 "Årets danske vokalist" ved Danish Music Awards Folk
- 2015 "Årets danske sang skriver" ved Danish Music Awards Folk